# Campeonato da Europa de Atletismo de 2018 - 200 m masculino
A prova dos 200 metros masculino do Campeonato da Europa de Atletismo de 2018 foi disputada entre os dias 8 e 9 de agosto de 2018 no Estádio Olímpico de Berlim em Berlim,  na Alemanha. 

## Recordes
Antes desta competição, os recordes mundiais e do campeonato nesta prova eram os seguintes:
|                       | Nome                  | Nacionalidade | Tempo  | Local            | Data                   |
| --------------------- | --------------------- | ------------- | ------ | ---------------- | ---------------------- |
| Recorde mundial       | Usain Bolt            | Jamaica       | 19s19  | Berlim           | 20 de agosto de 2009   |
| Recorde do campeonato | Konstantinos Kenteris | Grécia        | 19s 85 | Munique          | 9 de agosto de 2002    |
| Recorde europeu       | Pietro Mennea         | Itália        | 19s 72 | Cidade do México | 12 de setembro de 1979 |

Os seguintes recordes foram estabelecidos durante esta competição: 
| Data        | Evento | Atleta        | Nacionalidade | Tempo  | Notas                 |
| ----------- | ------ | ------------- | ------------- | ------ | --------------------- |
| 9 de agosto | Final  | Ramil Guliyev | Turquia       | 19s 76 | Recorde do campeonato |

## Medalhistas
| Ouro                | Prata                          | Bronze            |
| Ramil Guliyev (TUR) | Nethaneel Mitchell-Blake (GBR) | Alex Wilson (CHE) |

## Cronograma
Todos os horários são locais (UTC+2).
| Data        | Hora  | Evento    |
| ----------- | ----- | --------- |
| 8 de agosto | 10:50 | Bateria   |
| 8 de agosto | 20:15 | Semifinal |
| 9 de agosto | 21:05 | Final     |

## Resultados

### Bateria
Qualificação: 3 atletas de cada bateria  (Q) mais os 2 melhores qualificados (q). 
Vento:
Bateria 1: 0,1 m / s, Bateria 2: -0,1 m / s, Bateria 3: 0,2 m / s, Bateria 4: 0,2 m / s
| Posição | Bateria | Raia | Atleta                      | Nacionalidade | Tempo | Notas |
| ------- | ------- | ---- | --------------------------- | ------------- | ----- | ----- |
| 1       | 3       | 7    | Eseosa Desalu               | Itália        | 20.39 | Q,    |
| 2       | 2       | 8    | Lykourgos-Stefanos Tsakonas | Grécia        | 20.49 | Q     |
| 3       | 1       | 5    | Robin Vanderbemden          | Bélgica       | 20.50 | Q     |
| 4       | 1       | 2    | Andrew Howe                 | Itália        | 20.60 | Q     |
| 5       | 3       | 8    | Stuart Dutamby              | França        | 20.64 | Q     |
| 6       | 2       | 4    | Mickaël-Méba Zeze           | França        | 20.65 | Q,    |
| 7       | 4       | 1    | Solomon Bockarie            | Países Baixos | 20.66 | Q     |
| 8       | 1       | 8    | Taymir Burnet               | Países Baixos | 20.67 | Q     |
| 9       | 1       | 3    | Robin Erewa                 | Alemanha      | 20.69 | q     |
| 10      | 2       | 3    | Davide Manenti              | Itália        | 20.70 | Q     |
| 11      | 2       | 7    | Jonathan Quarcoo            | Noruega       | 20.77 | q     |
| 12      | 4       | 8    | Steven Müller               | Alemanha      | 20.78 | Q     |
| 13      | 2       | 2    | Marcus Lawler               | Irlanda       | 20.80 |       |
| 14      | 4       | 4    | Daniel Rodríguez            | Espanha       | 20.81 | Q     |
| 15      | 3       | 6    | Delano Williams             | Grã-Bretanha  | 20.89 | Q     |
| 16      | 1       | 1    | Pol Retamal                 | Espanha       | 20.92 |       |
| 17      | 4       | 5    | Silvan Wicki                | Suíça         | 20.93 |       |
| 18      | 3       | 2    | Felix Svensson              | Suécia        | 20.95 |       |
| 19      | 3       | 5    | Oskari Lehtonen             | Finlândia     | 21.06 |       |
| 20      | 4       | 6    | Gediminas Truskauskas       | Lituânia      | 21.11 |       |
| 21      | 3       | 4    | Jan Jirka                   | Chéquia       | 21.15 |       |
| 22      | 4       | 3    | Panayiótis Trivizás         | Grécia        | 21.18 |       |
| 23      | 2       | 5    | Ionut Andrei Neagoe         | Roménia       | 21.21 |       |
| 24      | 3       | 3    | Šimon Bujna                 | Eslováquia    | 21.26 |       |
| 25      | 4       | 7    | Markus Fuchs                | Áustria       | 21.29 |       |
| 26      | 1       | 7    | Emil Ibrahimov              | Ucrânia       | 21.29 |       |
| 27      | 4       | 2    | Paisios Dimiatriades        | Chipre        | 21.31 |       |
| 28      | 2       | 6    | Sergio Juárez               | Espanha       | 21.33 |       |
| 29      | 1       | 4    | Alexandru Terpezan          | Roménia       | 21.39 |       |
| 30      | 1       | 2    | Denis Dimitrov              | Bulgária      | 21.43 |       |

### Semifinal
Qualificação: 2 atletas de cada bateria  (Q) mais os  2 melhores qualificados (q). 
Vento:
Bateria 1: 0,3 m / s, Bateria 2: 0,3 m / s, Bateria 3: 0,3 m / s
| Posição | Bateria | Raia | Atleta                      | Nacionalidade | Tempo | Notas                |
| ------- | ------- | ---- | --------------------------- | ------------- | ----- | -------------------- |
| 1       | 3       | 4    | Alex Wilson*                | Suíça         | 20.16 | Q                    |
| 2       | 2       | 4    | Bruno Hortelano*            | Espanha       | 20.29 | Q                    |
| 3       | 1       | 4    | Ramil Guliyev*              | Turquia       | 20.33 | Q                    |
| 4       | 3       | 5    | Nethaneel Mitchell-Blake*   | Grã-Bretanha  | 20.35 | Q                    |
| 5       | 2       | 6    | Eseosa Desalu               | Itália        | 20.35 | Q,                   |
| 6       | 1       | 3    | Leon Reid*                  | Irlanda       | 20.38 | Q                    |
| 7       | 3       | 7    | Solomon Bockarie            | Países Baixos | 20.41 | q,                   |
| 8       | 2       | 5    | Adam Gemili*                | Grã-Bretanha  | 20.46 | q                    |
| 9       | 2       | 2    | Mickaël-Méba Zeze           | França        | 20.49 | Recorde da temporada |
| 10      | 2       | 3    | Churandy Martina*           | Países Baixos | 20.51 |                      |
| 11      | 2       | 8    | Lykourgos-Stefanos Tsakonas | Grécia        | 20.54 |                      |
| 12      | 3       | 3    | Serhiy Smelyk*              | Ucrânia       | 20.54 |                      |
| 13      | 1       | 5    | Ján Volko*                  | Eslováquia    | 20.58 |                      |
| 14      | 2       | 7    | Robin Vanderbemden          | Bélgica       | 20.62 |                      |
| 15      | 1       | 7    | Steven Müller               | Alemanha      | 20.76 |                      |
| 16      | 3       | 2    | Daniel Rodríguez            | Espanha       | 20.77 |                      |
| 17      | 3       | 8    | Andrew Howe                 | Itália        | 20.78 |                      |
| 18      | 2       | 1    | Robin Erewa                 | Alemanha      | 20.79 |                      |
| 19      | 1       | 8    | Davide Manenti              | Itália        | 20.81 |                      |
| 20      | 3       | 6    | Aleixo-Platini Menga*       | Alemanha      | 20.83 |                      |
| 21      | 1       | 2    | Taymir Burnet               | Países Baixos | 20.84 |                      |
| 22      | 3       | 1    | Jonathan Quarcoo            | Noruega       | 21.07 |                      |
| 23      | 1       | 6    | Stuart Dutamby              | França        | DNS   |                      |
| 24      | 1       | 1    | Delano Williams             | Grã-Bretanha  | DNS   |                      |

* Atletas que entraram diretamente na semifinal. 

### Final
Vento: 0,7 m / s 
| Posição           | Raia | Atleta                   | Nacionalidade | Tempo | Notas                |
| ----------------- | ---- | ------------------------ | ------------- | ----- | -------------------- |
| Medalha de ouro   | 6    | Ramil Guliyev            | Turquia       | 19.76 | , EL,                |
| Medalha de prata  | 4    | Nethaneel Mitchell-Blake | Grã-Bretanha  | 20.04 | Recorde da temporada |
| Medalha de bronze | 5    | Alex Wilson              | Suíça         | 20.04 | Recorde nacional     |
| 4                 | 3    | Bruno Hortelano          | Espanha       | 20.05 |                      |
| 5                 | 2    | Adam Gemili              | Grã-Bretanha  | 20.10 | Recorde da temporada |
| 6                 | 7    | Eseosa Desalu            | Itália        | 20.13 | Recorde pessoal      |
| 7                 | 8    | Leon Reid                | Irlanda       | 20.37 |                      |
| 8                 | 1    | Solomon Bockarie         | Países Baixos | 20.39 | Recorde da temporada |

Legenda
| Recorde mundial       | Recorde mundial (World record)               |                       | Recorde africano                      | Recorde africano (African) |                                           | Q | Classificado por posição (Qualified) |
| Recorde do campeonato | Recorde do campeonato (Championship record)  | Recorde da América    | Recorde da América (Americas)         | q                          | Classificado por melhor tempo (Qualified) |   |                                      |
| Melhor marca do ano   | Melhor marca do ano (World leading)          | Recorde asiático      | Recorde asiático (Asian)              | DNS                        | Não largou (Did not start)                |   |                                      |
| Recorde nacional      | Recorde nacional (National record)           | Recorde europeu       | Recorde europeu (European)            | DNF                        | Não terminou (Did not finish)             |   |                                      |
| Recorde pessoal       | Recorde pessoal do atleta (Personal best)    | Recorde da Oceania    | Recorde da Oceania (Oceania)          | DSQ / DQ                   | Desclassificado (Disqualified)            |   |                                      |
| Recorde da temporada  | Recorde da temporada do atleta (Season best) | Recorde sul-americano | Recorde sul-americano (South America) | NM                         | Sem marca (No mark)                       |   |                                      |